# بيتر لوري
بيتر لوري (بالإنجليزية: Peter Lowry)‏ (2 أكتوبر 1985 في الولايات المتحدة - ) هو لاعب كرة قدم أمريكي في مركز الوسط. لعب مع بورتلاند تمبرز وشيكاغو فاير وكولورادو رابيدز يو-23 ‏ وSan Jose Frogs ‏ وAjax Orlando Prospects ‏.

## وصلات خارجية
- بيتر لوري على موقع الدوري الأمريكي (الإنجليزية)
- بيتر لوري على موقع قاعدة بيانات كرة القدم.إي يو (الإنجليزية)
- بيتر لوري على موقع Soccerway.com (الإنجليزية)